# 福来新镇
福来新镇是马来西亚柔佛州新山县的一个城鎮，毗鄰江加埔来。城鎮自2008年起由激成（Keck Seng）開發，並從2010年起正式入夥。

## 設施

### 商業
- R Max Mart

### 教育
- 江加埔来國中
- 江加埔来國民學校2校
- 江加埔来國民型學校（淡米爾語）

### 宗教
- 祈禱室（Surau At-Taqwa）
- 祈禱室（Surau At-Taubah）
- 寺廟（Sri Shivan Muniswarar Temple）

## 交通
- 乘座myBasT31 號巴士（原Causeway Link505號）到達[3][4]。
- 乘座柔佛州和谐巴士（BMJ）P201 號到達[5]。